# Namsan
Namsan (Nam Sơn) là một đỉnh núi cao 262 mét nằm ở quận Jung của trung tâm phía nam thành phố Seoul, Hàn Quốc. Mặc dù trước đây đã được gọi là núi Mongmyeok, hoặc "목멱산", nhưng hiện nay thường được gọi là Namsan. Đây là một địa điểm thu hút khách du lịch với tour đi bộ đường dài, giải trí và cho khách tham quan tầm nhìn khu nhà chọc trời trung tâm thành phố Seoul. Tháp N Seoul nổi tiếng hiện nằm trên đỉnh của Namsan. Núi này và vùng xung quanh là một công viên do chính quyền thành phố quản lý. Nơi đây cũng là một địa điểm tham quan nổi tiếng cho du khách có một cái nhìn toàn cảnh về thủ đô Seoul. Đây cũng là nơi đặt vị trí của một trạm tín hiệu khói gọi là Mongmyeoksan Bongsudae (Tháp Mongmyeoksan Beacon, Hangul: 목멱산 봉수대) - là một phần của một hệ thống thông tin liên lạc khẩn cấp đã được xây dựng, lắp đặt từ năm 1895.